# قرار مجلس الأمن التابع للأمم المتحدة رقم 825
قرار مجلس الأمن التابع للأمم المتحدة رقم 825، المعتمد في 11 أيار / مايو 1993، دعا جمهورية كوريا الشعبية الديمقراطية (كوريا الشمالية) إلى إعادة النظر في قرارها بالانسحاب من معاهدة عدم انتشار الأسلحة النووية والسماح لمفتشي الأسلحة من الوكالة الدولية للطاقة الذرية بدخول البلاد، بعد أن رفضت دخولهم سابقًا.

## خلفية
في 30 يناير 1992، وقعت كوريا الشمالية رسميًا على معاهدة عدم انتشار الأسلحة النووية في «اتفاقية ضمانات كاملة النطاق» بعد الانضمام إليها في الأصل في عام 1985، والتي سمحت ببدء عمليات التفتيش في يونيو 1992؛ ومع ذلك، فشلت الاجتماعات في إقامة نظام تفتيش ثنائي. ولم تكن الوكالة الدولية للطاقة الذرية راضية عن أن كوريا الشمالية قد كشفت بالكامل عن إنتاجها من البلوتونيوم وطلبت الوصول إلى بعض المنشآت. بسبب عدم إحراز تقدم في المفاوضات، ورفض جمهورية كوريا الشعبية الديمقراطية السماح بتفتيش موقعين مشتبه فيهما للنفايات النووية، أخطرت كوريا الشمالية الوكالة الدولية للطاقة الذرية في 12 آذار / مارس 1993 بشأن عزمها على الانسحاب من معاهدة عدم الانتشار. أبلغ مجلس محافظي الوكالة الدولية للطاقة الذرية مجلس الأمن في وقت لاحق أن كوريا الشمالية لا تمتثل لالتزاماتها بموجب الاتفاق المشترك بين كوريا الشمالية والوكالة الدولية للطاقة الذرية.

## أحكام
تم تمرير القرار بأغلبية 13 صوتًا، مع امتناع عضوين عن التصويت من جمهورية الصين الشعبية وباكستان،  وكلاهما دعا كوريا الشمالية إلى العودة إلى معاهدة حظر الانتشار النووي. أشار مجلس الأمن بقلق نوايا جمهورية كوريا الشعبية الديمقراطية وأكد من جديد «المساهمة الحاسمة التي يمكن أن يقدمها التقدم في مجال عدم الانتشار في الحفاظ على السلم والأمن الدوليين» ودعا حكومة كوريا الشمالية إلى الالتزام والوفاء بالتزاماتها بموجب معاهدة. كما طلب القرار من المدير العام للوكالة الدولية للطاقة الذرية التشاور مع جمهورية كوريا الشعبية الديمقراطية لإيجاد حل وتقديم تقرير في الوقت المناسب. وبإصرار جمهورية الصين الشعبية التي امتنعت عن التصويت، لم يشر القرار إلى أي عقوبات إذا لم تلتزم كوريا الشمالية بأحكام مجلس الأمن.

## ما بعد القرار
اتهمت كوريا الشمالية الوكالة الدولية للطاقة الذرية «بتصفية اشتراكيتها»  وأجرت تجارب صاروخية أخرى في 29-30 مايو 1993، حيث أطلقت صواريخ رودونغ-1 الباليستية في بحر اليابان. بعد مفاوضات مباشرة مع الولايات المتحدة، ألغت كوريا الشمالية قرارها السابق بالانسحاب من معاهدة حظر الانتشار النووي في يونيو 1993 واستؤنفت عمليات التفتيش على الأسلحة، وإن لم يكن ذلك بموجب شروط الوصول الكاملة بموجب الاتفاقية المشتركة الأصلية. في أكتوبر 1994، أسفرت المفاوضات عن اتفاق إطاري وافقت فيه جمهورية كوريا الشعبية الديمقراطية على الضمانات الأصلية للوكالة الدولية للطاقة الذرية لعام 1992 وتجميد وتفكيك مفاعلاتها النووية ومنشآتها الأخرى تحت إشراف الوكالة الدولية للطاقة الذرية مقابل مفاعلات الماء الخفيف.

## روابط خارجية
- نص القرار في undocs.org